# Paul Whitehead

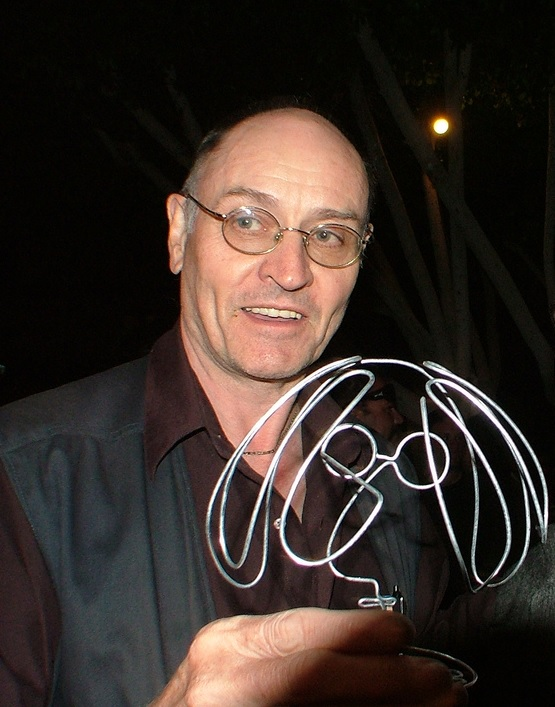

Paul Whitehead es un pintor y artista gráfico conocido por sus portadas surrealistas para álbumes de artistas pertenecientes a la discográfica Charisma Records durante la década de 1970, tales como Genesis y Van der Graaf Generator.
Una muestra de arte en Londres a mediados de los sesenta, le permitió a Whitehead ser contratado como artista para la sucursal londinense de la discográfica de Jazz Liberty Records. La primera portada que diseñó fue para una reedición de un álbum de Fats Domino. Luego siguió con una serie de trabajos para otras reediciones en el mercado del Reino Unido.
En 1968, Whitehead se convirtió en el director de arte para la revista inglesa Time Out. Este trabajó le permitió obtener más comisiones por portadas de álbumes.
Luego de un encuentro con el productor John Anthony, Whitehead fue presentado al grupo Genesis. Fue contratado para hacer la portada de su álbum Trespass de 1970. La discográfica de la banda en ese momento, Charisma Records, le dio a Whitehead un completo control sobre su propia obra, habiéndola diseñado por completo él mismo. De esta forma se produce una fructífera colaboración con Genesis, Van der Graaf Generator, Lindisfarne, y Peter Hammill.
Tras haberse mudado del Reino Unido a EE. UU., Whitehead ha continuado trabajando para portadas de álbumes. También ha realizado murales y diseñado logos corporativos. Aún se lo sigue asociando más con el Rock Progresivo, diseñando el logo para NEARfest en el año 2000.

## Genesis
- 1970 Trespass
- 1971 Nursery Cryme
- 1972 Foxtrot

## Van der Graaf Generator
- 1970 H to He, Who Am the Only One
- 1971 Pawn Hearts

## Peter Hammill
- 1971 Fool's Mate (album)|Fool's Mate
- 1973 Chameleon in the Shadow of the Night

## Le Orme
- 1975 Smogmagica
- 2001 Elementi
- 2004 L'infinito

## Varios
- 1971 Illusion, Renaissance
- 1975 Myopia, Tom Fogerty
- 2004 The Colossus of Rhodes, Artistas Varios